# FUT4
альфа-(1,3)-Фукозилтрансфераза 4 (англ. Alpha-(1,3)-fucosyltransferase 4; КФ 2.4.1.-) — фермент трансфераза, продукт гена человека FUT4. Входит в семейство 10 гликозилтрансфераз (фукозилтрансфераз). Участвует в гликозилировании белков.

## Функции
Фермент переносит фукозу на N-ацетиллактозамин полисахаридной цепи, образуя фукозилированные углеводы. Катализирует синтез несиалированного антигена Lewis x (CD15) и VIM-2.

## Структура и внутриклеточная локализация
FUT4 состоит из 530 аминокислот, молекулярная масса 59,1 кДа. Мембранный белок, локализован на мембранах транс-отдела аппарата Гольджи.

## Экспрессия
Экспрессирован в большинстве тканей, наиболее высокий уровень экспрессии — в костном мозге.